# The Big Cartoon DataBase
The Big Cartoon DataBase, abbreviato in BCDB, è stato un database online che forniva informazioni su cartoni animati, film d'animazione, corti animati e altro materiale che concerne prodotti audiovisivi d'animazione.
Grazie alla costante espansione del sito, è stato deciso di creare schede su registi, sceneggiatori, doppiatori, animatori e altri lavoratori e collaboratori esclusivi al campo del cinema d'animazione.

## Storia
Il sito viene costruito nel 1996 inizialmente come contenitore di schede sui film d'animazione Disney da Dave Koch. 
Sull'onda di richieste sempre più frequenti su ulteriori prodotti d'animazione, il sito è stato esteso in versione commerciale con la possibilità di registrarsi per creare schede su tutti i film d'animazione.

## Utenza
Utilizzando qualsiasi browser che sia abilitato a supportare cookie è possibile registrarsi, contribuire e votare ogni film.

## Classifiche
Prendendo spunto dall'Internet Movie Database, anche su BCDB è disponibile la funzionalità per gli utenti registrati di votare da 1 a 10 il film d'animazione preferito. I voti andranno poi ad influire sulla "Top Rated" annuale dei migliori 25 film animati formulata non attraverso la media aritmetica ma tramite uno speciale metodo di calcolo proprio del sito. Al contrario, è anche presente una classifica per i peggiori 20 film animati, stilata con regole analoghe.